# Gezicht op kasteel Bentheim
Jacob van Ruisdael schilderde Gezicht op kasteel Bentheim in 1653. Het geldt als een van de hoogtepunten van zijn oeuvre. Sinds 1987 is het eigendom van de National Gallery of Ireland in Dublin.

## Voorstelling
Rond 1650 bezocht Van Ruisdael samen met zijn collega-schilder Nicolaes Pietersz. Berchem het Duitse stadje Bentheim, dat op enkele kilometers van de grens in het gelijknamige graafschap gelegen was. Het kasteel van de stad maakte een diepe indruk op Van Ruisdael, die het in de verdere loop van zijn carrière meer dan twaalfmaal op doek zou vastleggen. De versie in Dublin vormt binnen deze serie het hoogtepunt. Van Ruisdael beeldde het kasteel hier vanuit het zuidwesten af. De rotsige heuvel waarop het gelegen is, schilderde hij veel hoger dan in werkelijkheid, zodat een indrukwekkend tafereel ontstaat. De typische vakwerkarchitectuur van de regio liet de schilder terugkomen in enkele boerderijen op de heuvel. Het grootste deel van het doek wordt echter in beslag genomen door de plantengroei en de lucht, die door Van Ruisdael schitterend zijn weergegeven. Zoals in vrijwel al zijn werken spelen menselijke figuren een ondergeschikte rol. 
In 2009 organiseerde het Mauritshuis de tentoonstelling Groeten uit Bentheim, waar de schilderijen die Van Ruisdael van het kasteel vervaardigde, centraal stonden. Ook de versie uit Dublin was op deze expositie aanwezig.

## Afbeeldingen

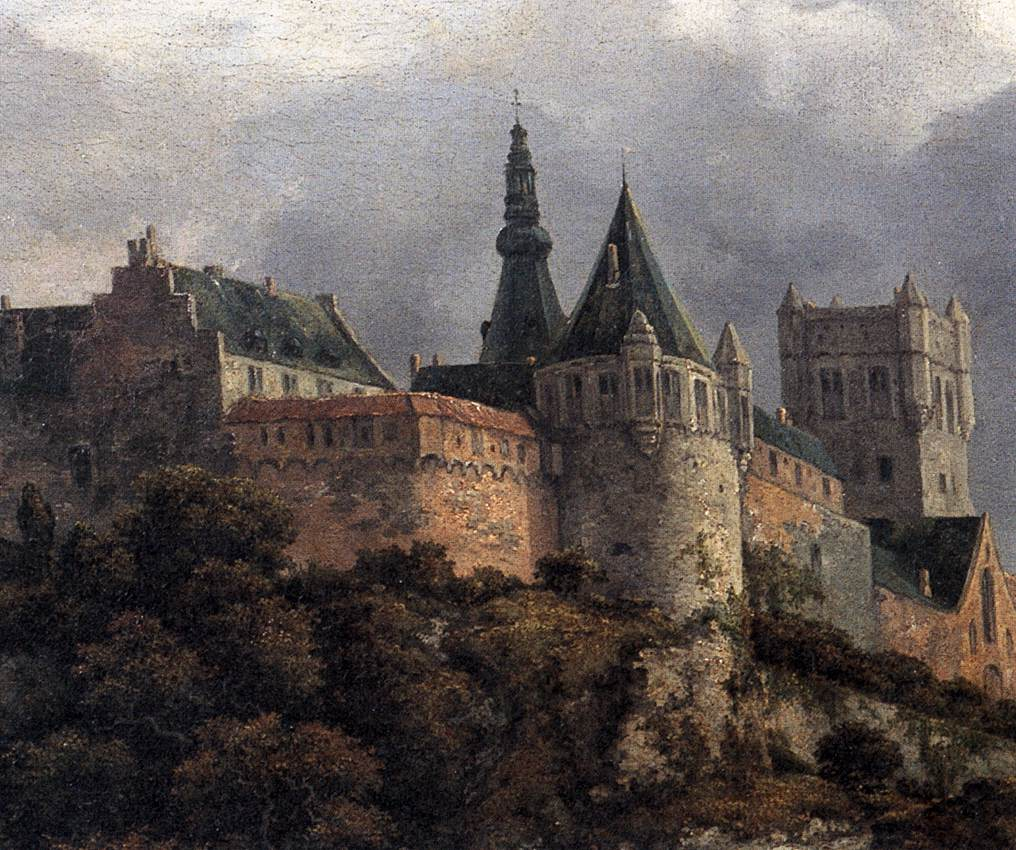
detail
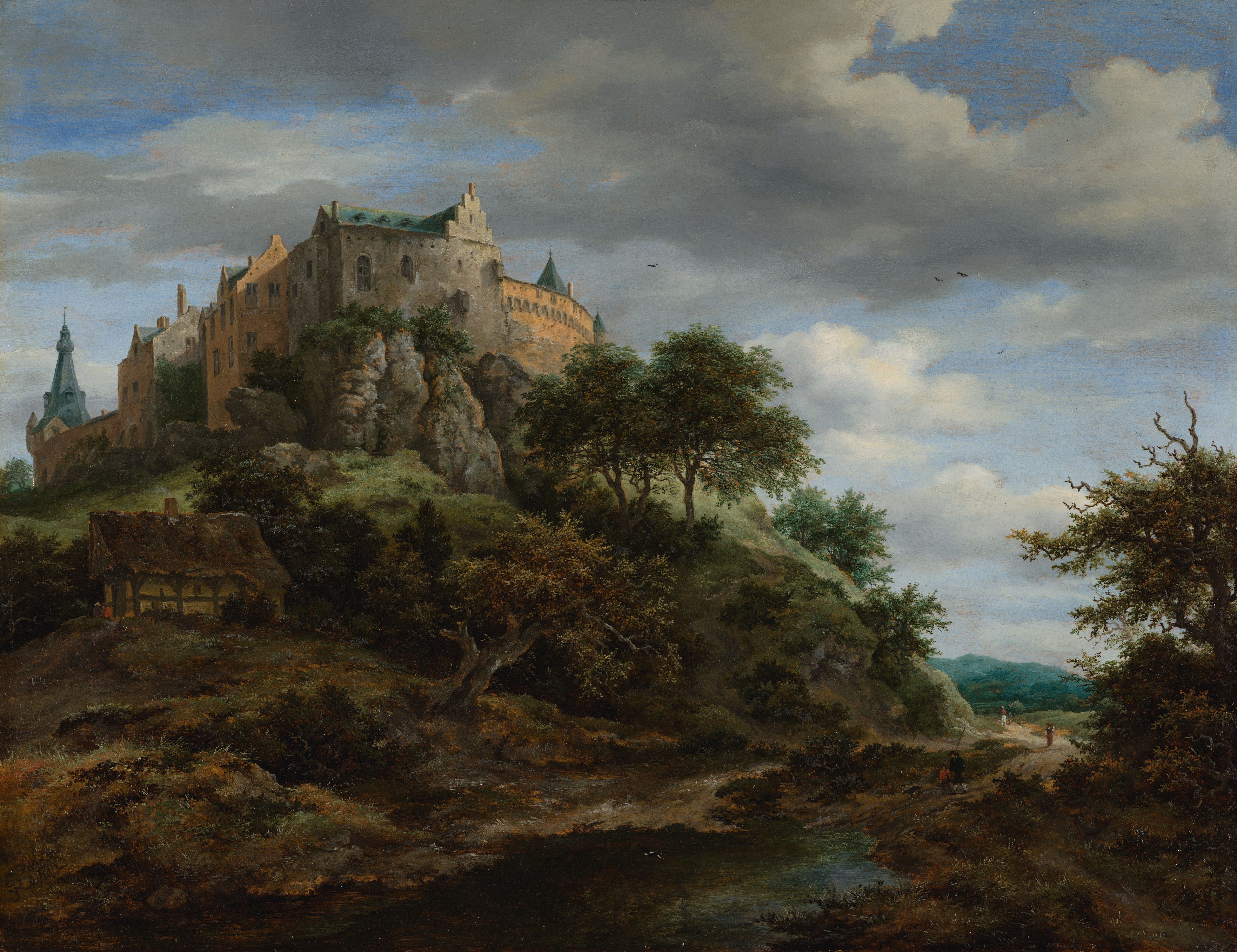
Gezicht op kasteel Bentheim (1652-54), Mauritshuis
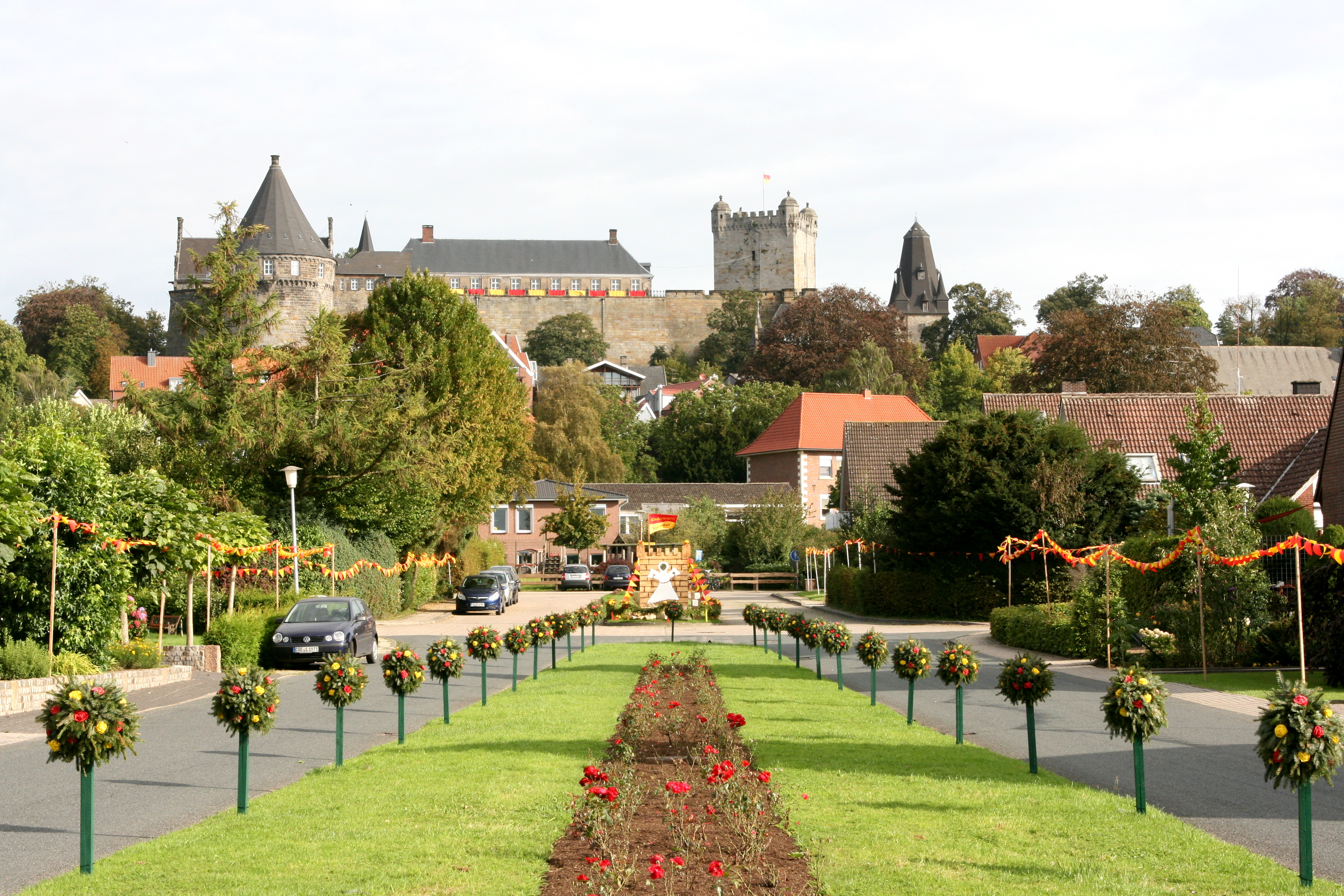
Foto (2013) van het kasteel vanuit het zuiden